# ウインズ新横浜
ウインズ新横浜（ウインズしんよこはま）は、神奈川県横浜市港北区新横浜にある日本中央競馬会 (JRA) の場外勝馬投票券発売所 (WINS) である。

## 施設概要
地上8階・地下3階建ての建物で、一般の利用者は7階から地下2階までの利用が可能。
地上2階から7階までのフロアで勝馬投票券の発売窓口が置かれている。3階から5階のフロアには自由席が設けられており、そのうち4階には女性ペア・男女ペア専用のペアシートのコーナーがある。1階と地下1階には窓口は無いが、両階を吹き抜ける形で映像ホールが用意されており、大型モニターでの競走観戦が楽しめる。
フードコートは地下1階に3店舗、6階エクセルフロア内に1店舗がある。
基本的に全館禁煙で、ガラスで仕切られた喫煙コーナーが各階に設けられている。

### エクセルフロア
館内の6・7階には、全席有料指定席のエクセルフロアが設けられている。6階フロアは「スタンダードタイプ」、7階フロアは「ハイグレードタイプ」に設定されており、それぞれ利用料金や設備が異なる。
指定席利用券は地下1階のエクセル利用券発売所で、当日の朝8時00分から発売されている。全席先着順で、利用券の購入希望者は朝8時から地下1階フロアに入場できる。また、全席とも利用時間は最終競走の発走時刻の20分後までとなっている。
なお、未成年者はエクセルフロアへの入場は出来ない。
6階エクセルフロア（スタンダードタイプ）
- 座席数 - 406席（車椅子対応席2席を含む）
- 指定席料金 - 1,000円
- 窓口 - 19窓（発払兼用自動窓口18窓、有人払戻窓口1窓）
- 備考 - 軽食コーナーがある。

7階エクセルフロア（ハイグレードタイプ）
- 座席数 - 240席（喫煙席58席、車椅子対応席2席を含む）
- 指定席料金 - 2,500円
- 窓口 - 8窓（有人発売6窓・払戻機2台）
- 備考 - 全席に在席投票システム「i-Seat（アイシート）」が導入されており、座ったまま勝馬投票券を購入できる。

## 交通
最寄り駅は横浜市営地下鉄ブルーライン・JR横浜線・JR東海道新幹線・東急電鉄の東急新横浜線、相模鉄道相鉄新横浜線の新横浜駅で、地下鉄の8番出口から徒歩2分の場所にある。バス路線は、各線で新横浜駅および鳥山大橋が最寄の停留所となる。
地下2階はバイク用駐輪場となっており150台の収容が可能である。なお自転車用駐輪場は近隣の別棟地下にあり、自動車専用の駐車場は備えていない。

## 発売・払戻時間
- 発売

原則として9時から発売。前日発売は17時まで。
- 払戻

開催日は9時から17時まで。
非開催日は月曜のみ10時から16時まで実施。ただし開催日または祝休日の場合は、その翌日（火曜）に実施する。

## 発売レース
全レース100円単位で発売。

## 近隣の施設
- 新横浜ラーメン博物館
- 横浜アリーナ
- 横浜国際総合競技場
- 独立行政法人労働者健康福祉機構横浜労災病院